# Данці (Польща)
Данці (Даньце, пол. Dańce) — село в Польщі, у гміні Ганна Володавського повіту Люблінського воєводства. Населення — 254 особи (2011).

## Історія
За даними етнографічної експедиції 1869—1870 років під керівництвом Павла Чубинського, населення села тоді становили винятково греко-католики, які розмовляли українською мовою.
У 1975—1998 роках село належало до Білопідляського воєводства.

## Населення
Демографічна структура станом на 31 березня 2011 року:
|          | Загалом | Допрацездатний вік | Працездатний вік | Постпрацездатний вік |
| -------- | ------- | ------------------ | ---------------- | -------------------- |
| Чоловіки | 142     | 19                 | 99               | 24                   |
| Жінки    | 112     | 15                 | 60               | 37                   |
| Разом    | 254     | 34                 | 159              | 61                   |

## Особистості

### Народилися
- Іван Ігнатюк (1928—2013) — український поет, фольклорист і громадський діяч[2].